# NGC 6768-2
NGC 6768-2 is een lensvormig sterrenstelsel in het sterrenbeeld Zuiderkroon. Het hemelobject werd op 4 augustus 1834 ontdekt door de Britse astronoom John Herschel.

## Synoniemen
- ESO 337-17
- MCG -7-39-9
- PGC 62995